# Чирши (Тувсинское сельское поселение)
Чи́рши (чув. Чӑрӑш) — деревня в Цивильском районе Чувашской Республики. Входит в состав Тувсинского сельского поселения.

## География
Находится в северной части Чувашии на расстоянии приблизительно 7 км на север по прямой от районного центра города Цивильск.

## История
Известна с 1858 года. В 1897 году учтено 302 жителя, в 1906 — 67 дворов, 361 человек, в 1926 — 72 двора, 363 жителя, в 1939—389 жителей, в 1979—174. В 2002 году было 51 двор, в 2010 — 42 домохозяйства. В период коллективизации был организован колхоз «Новая сила», в 2010 году действовал СХПК «Память И.Н. Ульянова».

## Население
Постоянное население составляло 79 человек (чуваши 96 %) в 2002 году, 88 в 2010.